# Tumulus van Xhendremael
De Tumulus van Xhendremael (lokaal aangeduid met Li Tombe di Hên'mâl) is een Gallo-Romeinse grafheuvel bij Xhendremael in de Belgische provincie Luik in de gemeente Ans. De grafheuvel ligt ten zuiden van Xhendremael aan de Rue Tasson. De heuvel diende waarschijnlijk als begraafplaats voor bewoners van de Romeinse villa in de buurt.
In 1933 werden de overblijfselen (bakstenen en dakpannen) ontdekt van een Romeinse villa tussen Waroux en Xhendremael binnen een paar kilometer van de tumulus.

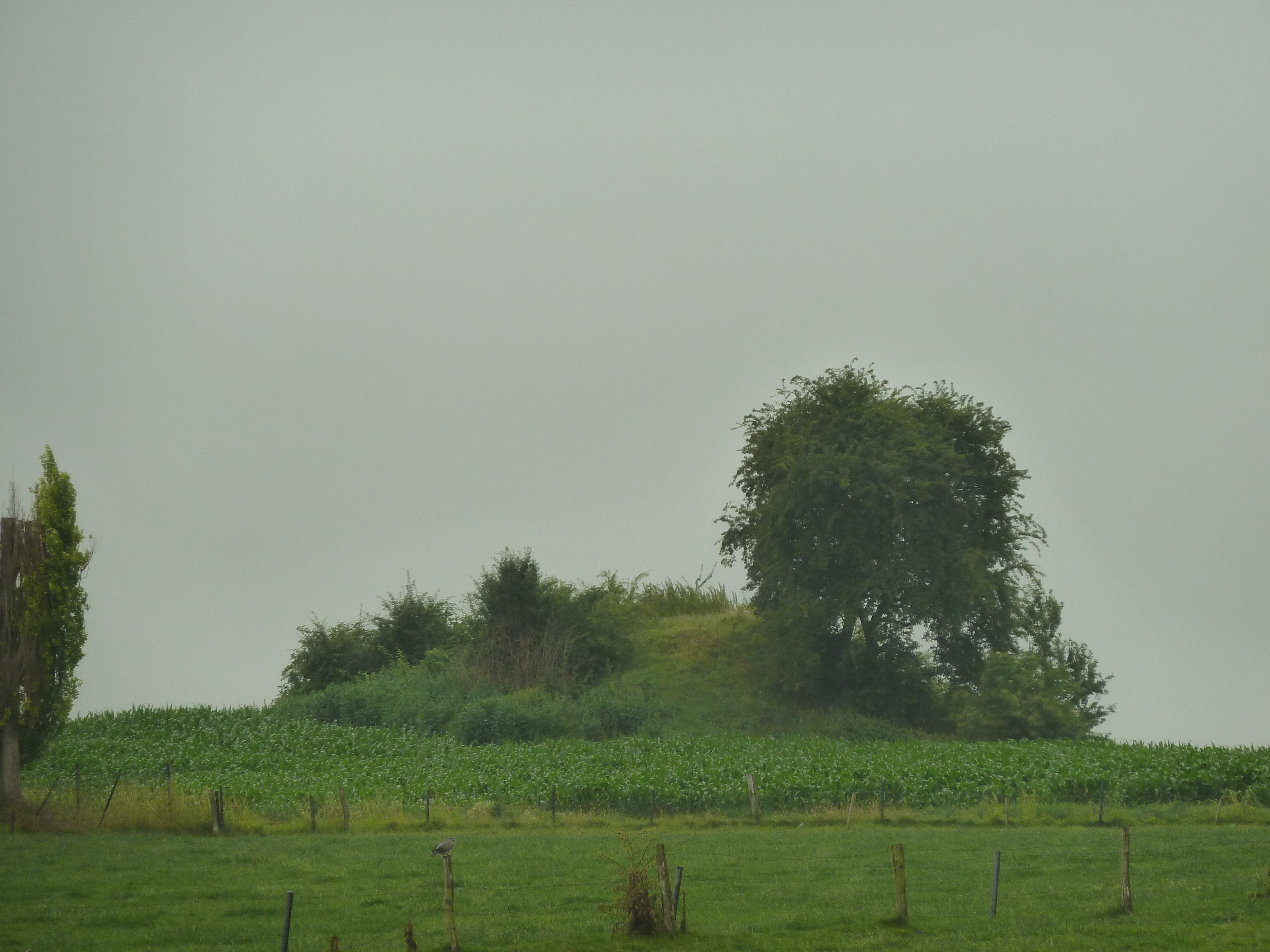
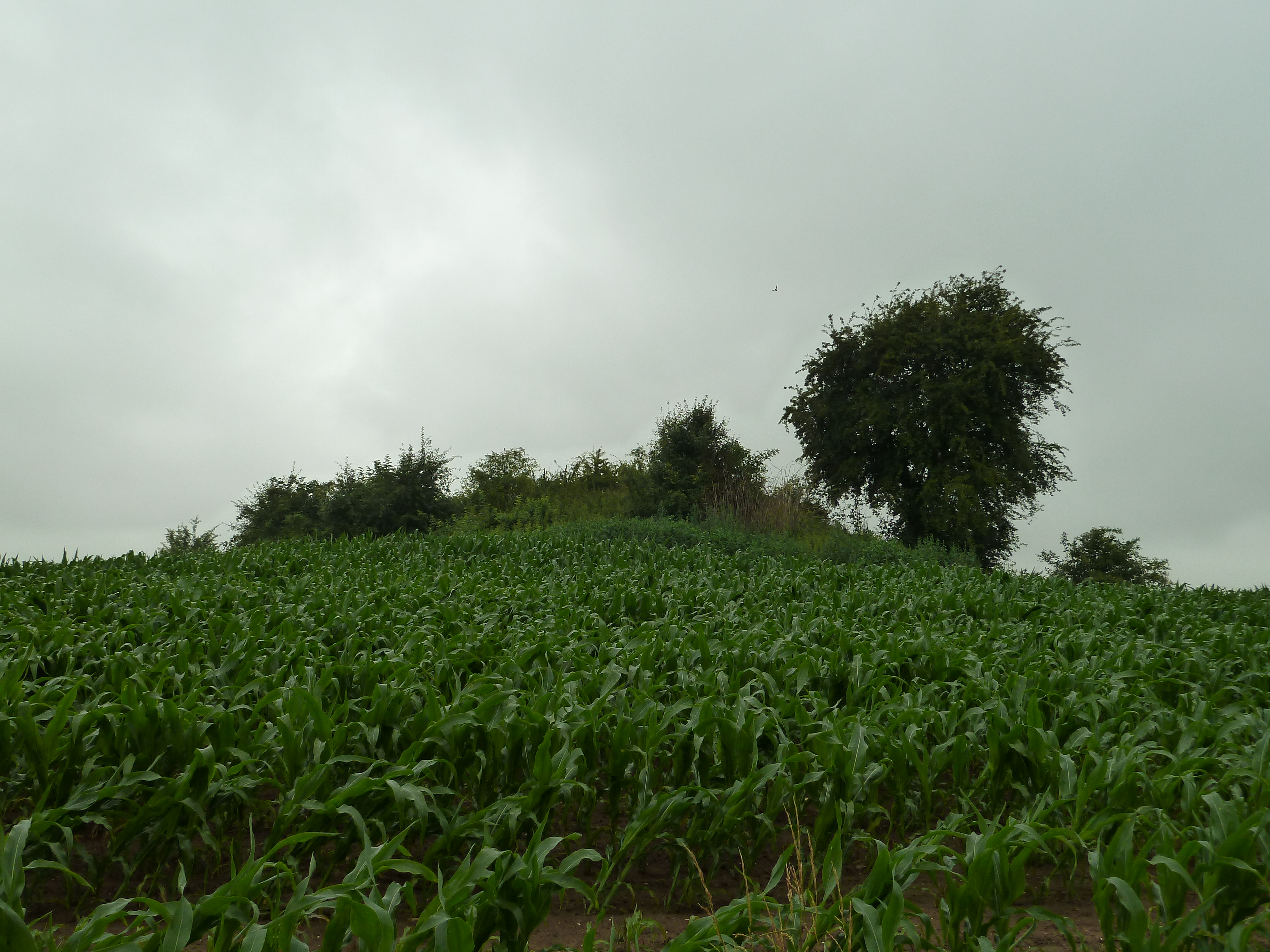